# سامسونگ جی‌تی-ام۷۵۰۰

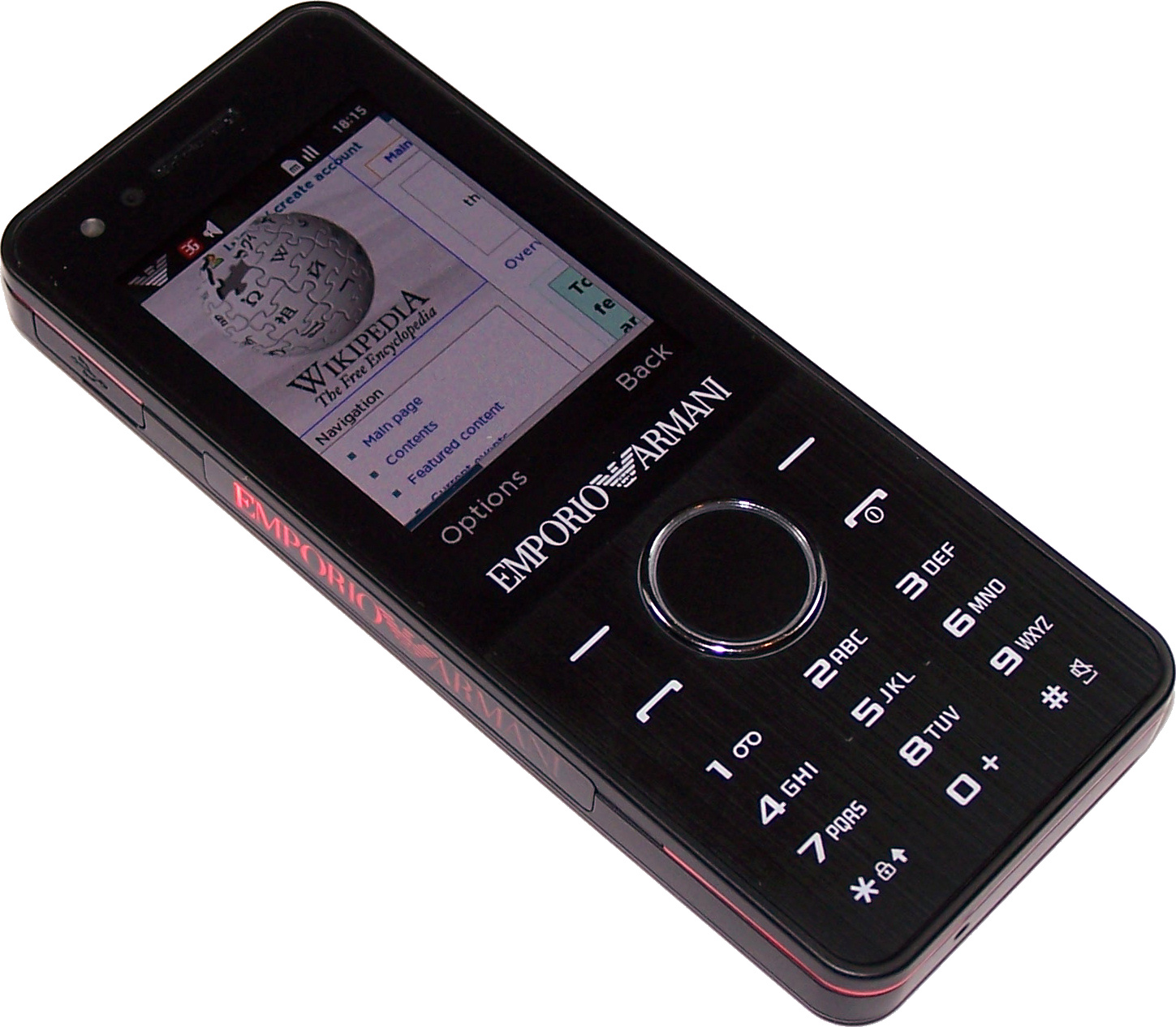
Samsung M7500 Night Effect mobile phone

سامسونگ جی‌تی-ام۷۵۰۰ یک‌نمونه از گوشی‌های تلفن همراه سری M شرکت سامسونگ می‌باشد که توسط همین شرکت به بازار عرضه شده‌است.